# Luc-Arthur Vebobe
Luc-Arthur Vebobe (Antibes, 3 aprile 1980) è un ex cestista francese.
È il figlio di Saint-Ange Vebobe.

## Palmarès
- Match des Champions: 1

Cholet: 2010